# Kemetismo

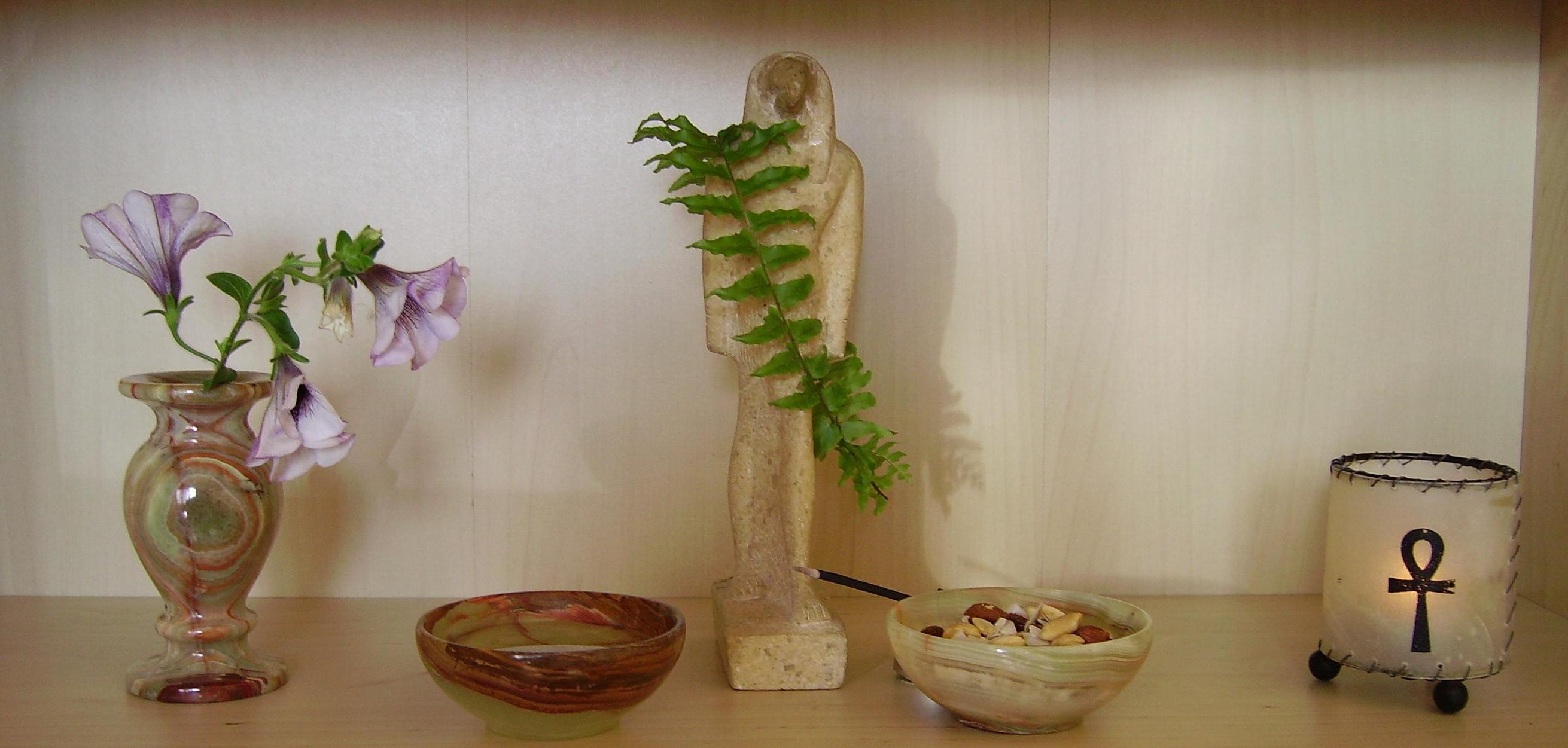
Altare privato di un praticante dell'associazione "Per Kemet" della Repubblica Ceca. Al centro una effigie di Thot.

Il termine kemetismo indica un insieme di nuovi movimenti religiosi variamente afferenti all'antica religione egizia.
Accomunati dal rispetto della cultura e della spiritualità della religione dell'antico Egitto, tali gruppi possono essere di carattere ricostituzionistico e ortodosso oppure riferirsi solo ad un unico o pochi aspetti di tale cultura, in un continuum di pratiche che vanno dal tentativo del recupero il più fedele possibile delle antiche pratiche ad approcci eclettici piuttosto variegati.
Alcuni gruppi tendono ad accettare la ricerca personale ed intima, lasciando agli aderenti libertà di sperimentazione. 
Anche nei gruppi più legati alle antiche tradizioni, la chiave di lettura è generalmente rispondente alle necessità proprie della spiritualità contemporanea.

## Etimologia
Il nome kemetismo deriva dall'egiziano antico "kemet", che significa "nero", ossia terra nera, fertile, ed è il termine con cui veniva chiamato l'Egitto al tempo dei faraoni, contrapposto a deshret, "terra rossa", il "deserto". Tale termine è emerso verso gli anni 1970 negli Stati Uniti e i seguaci si definiscono kemetici.

## Teologia
Una costante riscontrabile nella religione egizia è quella politeistica, in quanto decine di divinità erano venerate dalla popolazione egiziana. Mentre i gruppi kemetici contemporanei interpretano e organizzano tali divinità secondo una concezione monistica, i gruppi kemetici ortodossi tendono a identificare una divinità creatrice a seconda della cosmogonia di riferimento (Heliopolitana, Ermopolitana e Menfita).
Gli dei (neteru) simboleggiavano la molteplicità delle forze che permettono la vita, le funzioni della natura attraverso le quali la creazione è venuta in essere e si mantiene. La comprensione delle loro funzioni è agevolata tramite l'utilizzo di immagini antropomorfiche e all'interno di una struttura fatta di legami parentali.
Gli dei (neteru) in altri termini rappresentavano le differenti sfaccettature che compongono la medesima realtà, denominata in geroglifico Neter neteru, il "Dio degli dèi", la suprema divinità che le include tutte, esattamente come le diverse sfaccettature che compongono un solo diamante.
Il Dio supremo era chiamato Amon (lit. il "Nascosto"; o Atum presso altri gruppi ricostruzionisti) quando trascendente; Ra quando luce e attività creante; Ptah quando fisicità già creata o sostanziale.
La comunicazione con Neter avviene di norma attraverso i nomi divini delle sue manifestazioni, ossia i neteru, gli dei egizi, ma anche attraverso altre divinità non egizie, visto che la professione dell'ortodossia kemetica non implica l'adozione dell'unicità delle manifestazioni divine.

## Etica
L'etica kemetica è basata sul concetto di Ma'at la quale è la forza cosmica creativa da cui dipende l'armonia, l'equilibrio e la giustizia, mentre Isfet è la "non creazione" o potenza distruttiva, associata allo squilibrio e al caos.
I movimenti kemetici si attengono alle Dichiarazioni dell'Innocenza (note anche come Confessioni negative), tratte dal Libro dei morti, costituite da una lista di 42 peccati che il deceduto deve dichiarare di non aver compiuto. A questi si aggiungono ulteriori testi antichi come gli Ammaestramenti di Kagemni.

## Culti
La comunità statunitense raccolta attorno alla "ortodossia kemetica" dispone di un tempio a Joliet (Illinois), dove vengono eseguiti i supposti antichi riti, come il "Rito della Casa del Mattino", durante il quale viene omaggiato il sorgere del sole. Nel tempio vengono eseguiti anche dediche, ordinazioni e consulti oracolari. I membri dispongono anche di altari personali.

## Organizzazioni principali
- Kemetic Orthodoxy, fondata negli Stati Uniti negli ultimi anni 1980 da Tamara Legan Siuda. È di tipo ricostruzionista e dichiara di essere l'erede diretto degli antichi culti egizi.[8] Ha guadagnato il riconoscimento legale come religione dallo stato dell'Illinois nel 1993, per ottenere le relative esenzioni fiscali l'anno successivo, mentre è stata riconosciuta ufficialmente come religione dal governo federale degli Stati Uniti nel 1999.[2][8] Siuda si è proclamata quale Nisut-Bity ("Faraone") nel 1996 attraverso una serie di cerimonie celebrate in Egitto ed è riconosciuta all'interno del suo credo come “Sua Santita, Sekhenet-Ma’at-Ra setep-en-Ra Hekatawy I, Nisut-Bity della fede kemetica ortodossa”. Organizzazioni minori afferenti sono la Casa di Netjer,  la Chiesa della Fonte Eterna e il Nuhati-am-Nutjeru.[3] L'organizzazione conta circa 600 membri in 38 stati USA.[9]
- Per Kemet (lett. "Casa della Terra Nera"), fondata nella Repubblica Ceca.[10]
- Akhet Hwt-Hrw, fondato da Kerry Wisner, negli Stati Uniti. Alcuni membri si sono distaccati e hanno fondato comunità Kemet Online e il Per Ankh ("Casa della Vita").[11]
- Tempio di Ra, fondato da Richard Reidy e Allen Phillips a San Francisco, assieme al Tempio Kemetico di San Josè.[12]
- Tribu KA, associazione panafricana segregazionista e antisemitica[13][14] fondata in Francia ma attiva in diversi paesi africani, da Kemi Seba, noto per sue azioni di protesta.[15][16] Il principio conduttore è che i faraoni erano neri e sostengono la supremazia della civilizzazione nera, in una sorta di monoteismo attraverso il culto di Akhenaton. Tribu KA rifiuta l'integrazione e i matrimoni di razza mista.[14]
- Kemetismo Ortodosso Solare, associazione kemetica ortodossa italiana fondata già nel 2018,[17] viene riaperta nel 2022 ad opera di Marzio Siccardi[18] come Nisut-Bity ("Faraone") con il nome “Nefer-Ma'at-Ra Setep-en Ptah Khnumose I”, al quale si affiancano 3 sacerdoti Wabw.[19]